# Linde Fulda
Linde Fulda (* 8. April 1943 in Lüdinghausen, Westfalen) ist eine deutsche Schauspielerin.

## Leben
Fulda wuchs hauptsächlich in Hamburg auf. Sie absolvierte ihre Schauspielausbildung am Hamburger Schauspielstudio. Außerdem erhielt sie eine klassische Ballettausbildung. Unter der Intendanz von Gustaf Gründgens trat sie in kleinen Rollen am Deutschen Schauspielhaus in Hamburg auf. Sie wirkte unter Gründgens auch in einer kleinen Rolle in seinem Faust-Film mit. Als Anfängerin wurde sie von Friedrich Schütter Anfang der 1960er Jahre an das Junge Theater verpflichtet.
Fulda hatte als Theaterschauspielerin im Laufe ihrer Karriere unter anderem Engagements am Thalia Theater in Hamburg, an den Hamburger Kammerspielen, an der Tribüne Berlin, am Badischen Staatstheater, an der Komödie im Marquardt in Stuttgart, am Theater am Dom in Köln, an der Komödie Frankfurt und am Fritz-Rémond-Theater in Frankfurt am Main. Außerdem wirkte sie bei mehreren Tourneeproduktionen mit. Seit 2005 arbeitet Fulda als freie Schauspielerin.
In der Spielzeit 2010/11 spielte sie die Rolle der Brooke Carmichael in einer Tourneeproduktion des Kriminalthriller Mörderische Phantasien von Bernard Slade; ihre Partner sind Peter Fricke und Irene Clarin. Mit diesem Stück gastierte Fulda im Januar/Februar 2011 auch wieder im Fritz-Rémond-Theater.
Fulda spielte seit Anfang der 1960er Jahre zahlreiche Rollen in Fernsehfilmen und Fernsehserien. Im November 1963 war sie in der ersten deutschen Gerichtsshow Das Fernsehgericht tagt als schnippisches 17-jähriges Mädchen zu sehen, das als Zeugin befragt wird. Eine kleine Rolle hatte sie 1963 auch in der Fernsehverfilmung des musikalischen Lustspiels Das kleine Hofkonzert. Unter anderem spielte sie Hauptrollen in den Filmen Der Mieter, Geronimo und die Räuber, Ein Haus voll Musik und Ansagerin gesucht. 1964 spielte sie unter der Regie von Jürgen Roland in dessen Film Polizeirevier Davidswache. 1967 spielte sie in der Kriminalserie Polizeifunk ruft in der Folge Der schnelle Schlitten. 1982 hatte sie eine Gastrolle in der seinerzeit wegen massiver Gewaltszenen umstrittenen Tatort-Episode Kindergeld. 1995/1996 spielte sie in den Staffeln drei und vier der Jugendserie Neues vom Süderhof die durchgehende Nebenrolle der Pferdezüchterin Monika Matzert. Fulda war in Gastrollen und Episodenrollen außerdem in den Fernsehserien Kommissariat 9, Die Bräute meiner Söhne, Großstadtrevier, Das Traumschiff, Der Landarzt, Sterne des Südens, Evelyn Hamanns Geschichten aus dem Leben und Die Männer vom K3 zu sehen. 1981 war sie in der ARD-Fernsehshow Einer wird gewinnen als Darstellerin und Schauspielerin zu sehen.
2003 wirkte sie in der Rolle der Marion Schulten in dem TKKG-Hörspiel Verschleppt ins Tal Diabolo mit.
Auch arbeitete Fulda als Moderatorin und Nachrichtensprecherin im 1. Programm für den Norddeutschen Rundfunk.
Fulda war mit dem Schauspieler und Synchronsprecher Volker Brandt verheiratet. Aus dieser Ehe gingen zwei Kinder hervor, unter anderem der Fernsehproduzent Borris Brandt.

## Filmografie (Auswahl)
- 1960: Faust
- 1963: Das Fernsehgericht tagt
- 1963: Das kleine Hofkonzert
- 1964: Das Gespenst von Canterville
- 1964: Polizeirevier Davidswache
- 1965: Scaldino
- 1967: Polizeifunk ruft (Episode: Der schnelle Schlitten)
- 1967: Der Mieter
- 1975: Kommissariat 9 (Episode: Spekulationen)
- 1981: Der Fuchs von Övelgönne (Episode: Hochzeitsreise)
- 1982: Tatort: Kindergeld
- 1986: Die Krimistunde (Fernsehserie, Folge 21, Episode: "Crime")
- 1989–1990: Der Landarzt
- 1993: Evelyn Hamanns Geschichten aus dem Leben
- 1993/1997: Die Männer vom K3
- 1994: Die Gerichtsreporterin
- 1995: Schlag weiter, kleines Kinderherz
- 1996: Neues vom Süderhof
- 1996: Großstadtrevier